# 臺灣蝸牛
臺灣蝸牛为南亞蝸牛科菱蝸牛屬下的一个蝸牛。這種蝸牛分布於台灣北部及中部地區，是當地的特有種。其種小名來自其發現地的舊稱福爾摩沙。
外觀上，這種中型蝸牛的殼為左旋，為黃褐色，分層明顯；而殼口圓扁。臺灣蝸牛主要棲息於森林底層，為半樹棲性。